# نیروگاه شهید طالبی
نیروگاه برق‌آبی شهید طالبی (در استان فارس، شهرستان سپیدان، تأسیس ۱۳۷۳)، یکی از نیروگاه‌های ایران که جزو نیروگاه‌های کوچک و متوسط طبقه‌بندی می‌شود، دارای ظرفیت تولید ۲٫۲۵ مگاوات است و انرژی تولیدی خود را به شبکه برق کشور ایران تزریق می‌کند.
این نیروگاه برق‌آبی از نوع جریانی روزمینی است که شامل ۳ واحد، با هد ۱۰۵ متری و توربین فرانسیس افقی است.